# Barbara Parkins
Barbara Parkins (Vancouver, 22 mei 1942) is een Canadees actrice.
Ze verhuisde op 16-jarige leeftijd naar Los Angeles. Hier begon ze met het studeren van drama. Parkins begon haar carrière als achtergrondzangeres van verscheidene grootheden, zoals George Burns. In 1961 kreeg ze haar filmdebuut en had ze gastrollen in verscheidene televisieseries, zoals Leave It to Beaver en Wagon Train.
In 1964 kreeg Parkins een rol in de soapserie Peyton Place. Ze bleef de rol van Betty Anderson spelen totdat de serie in 1969 stopte. Het was de bedoeling dat haar personage in het eerste seizoen zou omkomen bij een auto-ongeluk. Toen ze geliefd werd bij het publiek, werd hiervan afgezien. Later werd ze genomineerd voor een Emmy Award. Er werd haar zelfs een spin-off aangeboden, die The Girl from Peyton Place zou heten. Toen tegenspeler Ryan O'Neal, die haar echtgenoot speelde in de serie, weigerde mee te werken, werd dat project gestopt.
In 1967 maakte Parkins haar filmdoorbraak met de hoofdrol in Valley of the Dolls, een film die destijds veel aandacht kreeg van de pers. Hoewel de film slechte kritieken kreeg, groeide Parkins uit tot een sekssymbool en poseerde meerdere malen voor de Playboy. In 1968 besloot ze naar Engeland te verhuizen.
Parkins was daar voornamelijk in televisieproducties te zien. Het succes van Valley of the Dolls behaalde ze nooit meer. Uiteindelijk verhuisde ze in de jaren zeventig naar Frankrijk, trouwde en bleef actief als actrice. In de jaren 80 had ze een gastrol in The Love Boat en speelde ze de rol van Betty Anderson opnieuw in Peyton Place: The Next Generation (1985). In 1998 was ze voor het laatst te zien op televisie.
- Biblioteca Nacional de España: XX1491621
- Bibliothèque nationale de France: cb13898253w (data)
- Gemeinsame Normdatei: 1059725428
- International Standard Name Identifier: 0000 0001 1445 7544
- Library of Congress Control Number: no97077127
- Nederlandse Thesaurus van Auteursnamen: 267560478
- Système universitaire de documentation: 242454097
- Virtual International Authority File: 61155306
- WorldCat: E39PBJgmHGQMVPTRhxVPH8dG73